# Partiaga
Partiaga è un dipartimento del Burkina Faso classificato come comune, situato nella Provincia di Tapoa, facente parte della Regione dell'Est.
Il dipartimento si compone del capoluogo e di altri 18 villaggi: Bambambou, Bomonti, Dahangou, Doubtchari, Fatouti, Gangalinti, Kalbouli, Kankandi, Kodjini, Kouakouli, Lopadi, Mardaga, Nadiabonli, Niamanga, Popomou, Samtangou, Sebouga e Tatiangou.